# Albert City
Albert City – miasto w Stanach Zjednoczonych, w stanie Iowa, w hrabstwie Buena Vista. 

## Demografia
W 2000 liczyło 709 mieszkańców. W 2023 liczba mieszkańców spadła do 626 osób, a gęstość zaludnienia do 447,1 osoby/km².